# Hermaringen
Hermaringen là một thị xã thuộc huyện Heidenheim, bang Baden-Württemberg, miền nam nước Đức. Thị xã được biết đến là quê hương của Georg Elser, người đã tổ chức ám sát bất thành Adolf Hitler vào ngày 8 tháng 11 năm 1939.